# Beautiful Soul
Beautiful Soul es el álbum debut del actor y cantautor estadounidense Jesse McCartney. Fue lanzado el 28 de septiembre de 2004 en Estados Unidos. El álbum ha vendido más de 2 millones de copias en el mundo.

## Canciones
| Edición estándar |                                        |                                                                    |          |  |
| N.º              | Título                                 | Escritor(es)                                                       | Duración |  |
| 1.               | «She's No You»                         | Matthew Gerrard, Jesse McCartney, Robbie Nevil                     | 3:35     |  |
| 2.               | «Beautiful Soul»                       | Andy Dodd, Adam Watts                                              | 3:35     |  |
| 3.               | «Get Your Shine On»                    | Matthew Gerrard, Jesse McCartney, Robbie Nevil                     | 3:12     |  |
| 4.               | «Take Your Sweet Time»                 | Andy Dodd, Adam Watts                                              | 4:03     |  |
| 5.               | «Without U»                            | Adam Anders, Per Astrom                                            | 3:13     |  |
| 6.               | «Why Don't You Kiss Her?»              | Jason Blume, Andrew Fromm                                          | 3:22     |  |
| 7.               | «That Was Then»                        | Matthew Gerrard, Jesse McCartney, Robbie Nevil                     | 3:44     |  |
| 8.               | «Come To Me»                           | Matthew Gerrard, Trina Harmon, Tyler Hayes                         | 3:50     |  |
| 9.               | «What's Your Name?»                    | Matthew Gerrard, Jesse McCartney, Robbie Nevil                     | 3:32     |  |
| 10.              | «Because You Live»                     | Chris Braide, Andreas Carlsson, Desmond Child                      | 3:19     |  |
| 11.              | «Why Is Love So Hard To Find?»         | Bridget Benenate, Matthew Gerrard, Michael Tierney, Andrew Tierney | 4:11     |  |
| 12.              | «The Stupid Things»                    | Robin Thicke                                                       | 3:37     |  |
| 13.              | «Good Life» (Track oculto/Bonus track) | Boots Ottestaad                                                    | 3:20     |  |
| 43:32            |                                        |                                                                    |          |  |

| Reino Unido Bonus Tracks |                           |                                          |          |  |
| N.º                      | Título                    | Escritor(es)                             | Duración |  |
| 14.                      | «The Best Day Of My Life» | David Katz, Robert Palmer, Lindy Robbins | 3:13     |  |
| 46:45                    |                           |                                          |          |  |

| Japón Bonus Tracks |                                        |                       |          |  |
| N.º                | Título                                 | Escritor(es)          | Duración |  |
| 13.                | «Take Your Sweet Time (Sugar Mix)»     | Dodd, Watts           |          |  |
| 14.                | «The Best Day Of My Life»              | Katz, Palmer, Robbins | 3:13     |  |
| 15.                | «The Stupid Things (Versión Acústica)» | Thicke                |          |  |

### Ediciones especiales
Edición especial de Taiwán - Limited Repackage (CD+VCD)
| CD  |                                        |                                     |          |  |
| N.º | Título                                 | Escritor(es)                        | Duración |  |
| 1.  | «She's No You»                         | Gerrard, McCartney, Nevil           | 3:35     |  |
| 2.  | «Beautiful Soul»                       | Dodd, Watts                         | 3:35     |  |
| 3.  | «Get Your Shine On»                    | Gerrard, McCartney, Nevil           | 3:12     |  |
| 4.  | «Take Your Sweet Time»                 | Dodd, Watts                         | 4:03     |  |
| 5.  | «Without U»                            | Anders, Astrom                      | 3:13     |  |
| 6.  | «Why Don't You Kiss Her?»              | Blume, Fromm                        | 3:22     |  |
| 7.  | «That Was Then»                        | Gerrard, McCartney, Nevil           | 3:44     |  |
| 8.  | «Come To Me»                           | Gerrard, Harmon, Hayes              | 3:50     |  |
| 9.  | «What's Your Name?»                    | Gerrard, McCartney, Nevil           | 3:32     |  |
| 10. | «Because You Live»                     | Braide, Carlsson, Child             | 3:19     |  |
| 11. | «Why Is Love So Hard To Find?»         | Benenate, Gerrard, Tierney, Tierney | 4:11     |  |
| 12. | «The Stupid Things»                    | Thicke                              | 3:37     |  |
| 13. | «The Best Day Of My Life»              | Katz, Palmer, Robbins               | 3:13     |  |
| 14. | «The Stupid Things (Versión Acústica)» | Thicke                              |          |  |

| VCD |                                 |          |  |
| N.º | Título                          | Duración |  |
| 1.  | «Taiwan ID»                     |          |  |
| 2.  | «Beautiful Soul MV»             |          |  |
| 3.  | «Beautiful Soul / She's No You» |          |  |
| 4.  | «Entrevista»                    |          |  |

Edición especial de Japón - Beautiful Soul + Up Close (CD+DVD)
| CD  |                                                |                                     |          |  |
| N.º | Título                                         | Escritor(es)                        | Duración |  |
| 1.  | «She's No You»                                 | Gerrard, McCartney, Nevil           | 3:35     |  |
| 2.  | «Beautiful Soul»                               | Dodd, Watts                         | 3:35     |  |
| 3.  | «Get Your Shine On»                            | Gerrard, McCartney, Nevil           | 3:12     |  |
| 4.  | «Take Your Sweet Time»                         | Dodd, Watts                         | 4:03     |  |
| 5.  | «Without U»                                    | Anders, Astrom                      | 3:13     |  |
| 6.  | «Why Don't You Kiss Her?»                      | Blume, Fromm                        | 3:22     |  |
| 7.  | «That Was Then»                                | Gerrard, McCartney, Nevil           | 3:44     |  |
| 8.  | «Come To Me»                                   | Gerrard, Harmon, Hayes              | 3:50     |  |
| 9.  | «What's Your Name?»                            | Gerrard, McCartney, Nevil           | 3:32     |  |
| 10. | «Because You Live»                             | Braide, Carlsson, Child             | 3:19     |  |
| 11. | «Why Is Love So Hard To Find?»                 | Benenate, Gerrard, Tierney, Tierney | 4:11     |  |
| 12. | «The Stupid Things»                            | Thicke                              | 3:37     |  |
| 13. | «Take Your Sweet Time (Sugar Mix)»             | Dodd, Watts                         |          |  |
| 14. | «The Best Day Of My Life»                      | Katz, Palmer, Robbins               | 3:13     |  |
| 15. | «The Stupid Things (Versión Acústica)»         | Thicke                              |          |  |
| 16. | «Good Life»                                    | Ottestaad                           | 3:20     |  |
| 17. | «Beautiful Soul (DF Mix)»                      | Dodd, Watts                         |          |  |
| 18. | «She's No You (Neptunes Remix)» (con Fabolous) | Gerrard, McCartney, Nevil           | 3:37     |  |
| 19. | «She's No You (Neptunes Remix)»                | Gerrard, McCartney, Nevil           | 3:09     |  |
| 20. | «Beautiful Soul (Stripped Raw and Real)»       | Dodd, Watts                         |          |  |
| 21. | «She's No You (Stripped Raw and Real)»         | Gerrard, McCartney, Nevil           |          |  |
| 22. | «When You Wish Upon A Star»                    | Leigh Harline, Ned Washington       | 3:04     |  |

| DVD |                                                                         |          |  |
| N.º | Título                                                                  | Duración |  |
| 1.  | «Beautiful Soul» (Video)                                                |          |  |
| 2.  | «She's No You» (Video)                                                  |          |  |
| 3.  | «Because You Live» (Video)                                              |          |  |
| 4.  | «Good Life» (Video)                                                     |          |  |
| 5.  | «She's No You» (Special Performance Video)                              |          |  |
| 6.  | «Beautiful Soul» (Live Studio Performance)                              |          |  |
| 7.  | «She's No You» (Live Studio Performance)                                |          |  |
| 8.  | «What's Your Name?» (Live Studio Performance)                           |          |  |
| 9.  | «Without U» (Live Studio Performance)                                   |          |  |
| 10. | «Blackbird» (Live Studio Performance)                                   |          |  |
| 11. | «The Stupid Things» (Live Studio Performance)                           |          |  |
| 12. | «Beautiful Soul» (Behind the Scenes)                                    |          |  |
| 13. | «She's No You» (NYC Video Shoot)                                        |          |  |
| 14. | «Get Your Shine On» (At the Shoot)                                      |          |  |
| 15. | «On the Road» (Behind the Scenes)                                       |          |  |
| 16. | «How I Got Started» (In Depth Interview)                                |          |  |
| 17. | «On the Album» (In Depth Interview)                                     |          |  |
| 18. | «Exposed» (In Depth Interview)                                          |          |  |
| 19. | «In Taiwan» (In Depth Interview)                                        |          |  |
| 20. | «Stories» (In Depth Interview)                                          |          |  |
| 21. | «March 2005 Japanese Exclusive Interview»                               |          |  |
| 22. | «March 2005 Making of ″She's No You″ Promo Video Shoot - Japan Version» |          |  |
| 23. | «April 2005 Making of the Taiwan Promo Tour»                            |          |  |
| 24. | «June 2005 Making of NYC Concert Japan Tour»                            |          |  |

## Karaoke
Disney Artist Karaoke Series: Jesse McCartney es un álbum de karaoke con canciones del primer álbum del cantante Jesse McCartney, lanzado el 27 de septiembre de 2005. El álbum contiene las versiones karaoke de 6 canciones del álbum Beautiful Soul, así como las canciones "Good Life" y "Best Day of My Life" que aparecen en las ediciones internacionales.
| CD Karaoke |                           |          |  |
| N.º        | Título                    | Duración |  |
| 1.         | «Beautiful Soul»          | 3:34     |  |
| 2.         | «She's No You»            | 3:34     |  |
| 3.         | «Because You Live»        | 3:19     |  |
| 4.         | «Good Life»               | 3:17     |  |
| 5.         | «The Best Day Of My Life» | 2:50     |  |
| 6.         | «What's Your Name?»       | 3:32     |  |
| 7.         | «Get Your Shine On»       | 3:11     |  |
| 8.         | «That Was Then»           | 3:45     |  |
| 27:02      |                           |          |  |

## Charts, ventas y certificaciones
| Chart (2004 - 2005)                 | Posición |
| ----------------------------------- | -------- |
| U.S. Billboard 200                  | 15       |
| U.S. Billboard Comprehensive Albums | 15       |
| Australia Álbumes Chart             | 5        |
| European Top 100 Albums             | 34       |
| Italia Álbumes Chart                | 3        |
| UK Albums Chart                     | 53       |
| Suiza Álbumes Chart                 | 50       |
| Bélgica Álbumes Chart               | 81       |
| Austria Álbumes Chart               | 28       |
| Taiwán Álbumes Chart                | 1        |
| Nueva Zelanda Álbumes Chart         | 17       |
| Países Bajos Álbumes Chart          | 87       |

| Fin de año - Chart (2005)           | Posición |
| ----------------------------------- | -------- |
| U.S. Billboard 200                  | 59       |
| U.S. Billboard Comprehensive Albums | 61       |
| Australia Álbumes Chart             | 48       |
| Fin de Año - Chart (2006)           | Posición |
| Italia Top Anual 200                | 39       |

| Región         | Certificación | Ventas     |
| -------------- | ------------- | ---------- |
| Estados Unidos | Platino       | 1,500,000+ |
| Australia      | Platino       | 70,000     |
| Taiwán         | Platino       | 30 000     |
| Canadá         | Oro           | 50,000     |
| Italia         | Oro           | 35,000     |
| Brasil         | —             | 2,500      |
| Mundo          | Mundo         | 2,000,000  |